# Шумахер, Корнелиус
Корнелиус Шумахер (нем. Cornelius Schumacher; род. 1 декабря 1969, Тюбинген, Германия) — немецкий разработчик свободного программного обеспечения. В настоящее время живёт в Эрлангене, Германия.
Участник проекта KDE с 1997 г. и работал над созданием Kontact — персонального информационного менеджера. На протяжении многих лет был главным разработчиком KOrganizer. Корнелиус Шумахер является членом правления KDE e.V. Летом 2009 был выбран президентом KDE e.V. 11 октября 2009 написал о сметной стоимости (используя модель COCOMO) разработки ПО KDE на 4,273,291 строк кода, которая примерно равна $175,364,716. Эта сумма не включает себя расходы на разработку Qt, Calligra Suite, Amarok, Digikam и другие приложения, не входящие в ядро KDE.